# Lockyer (cráter marciano)

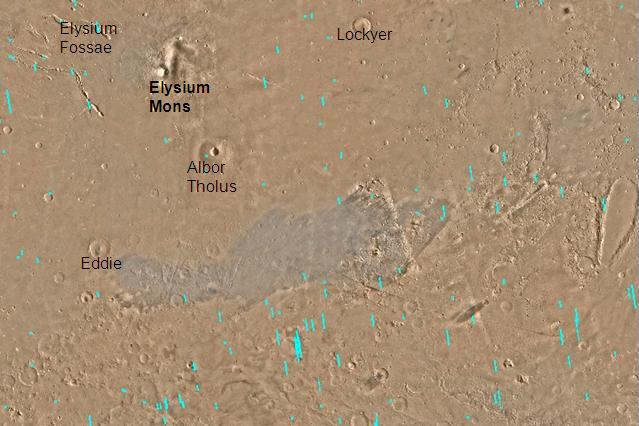
Localización de Lockyer

Lockyer es el nombre de un cráter de impacto en el planeta Marte situado a 28° Norte y -199,5° Oeste. El impacto causó un abertura de 71 kilómetros de diámetro en la superficie del Elysium Planitia (MC-15), junto a dos volcanes: Elysium Mons y Hecates Tholus. El nombre fue aprobado en 1973 por la Unión Astronómica Internacional en honor al científico y astrónomo Joseph Norman Lockyer (1836-1920), descubridor del gas helio.
| [[File:Wikilockyer.jpg\|1200px\|alt={{{Alt\|{{{descripción}}}]]                                                                                         |
| Cráter Lockyer, fotografía de la cámara CTX a bordo del Mars Reconnaissance Orbiter. Centro del cráter (El norte, hacia la izquierda de la fotografía). |

| Colinas centrales de Lockyer (HiRISE) | Estratos en Lockyer (HiRISE) |